# Larix occidentalis
Larix occidentalis là một loài thực vật hạt trần trong họ Thông. Loài này được Nutt. miêu tả khoa học đầu tiên năm 1846.